# Il'ja Ivanovič Maškov
Il'ja Ivanovič Maškov (in russo Илья Иванович Машков?; Michajlovskaja, 17 luglio 1881 – Mosca, 20 marzo 1944) è stato un pittore russo.
È stato uno dei pittori russi, allo stesso tempo più importanti e caratteristici, del circolo Fante di Quadri (in russo Бубновый Валет?, Bubnovyj Valet).
Maškov nasce nel villaggio cosacco di Michajlovskaja, nell'oblast' di Volgograd, da una famiglia di contadini. Dopo il suo arrivo a Mosca, fin dal 1900 studiò alla Scuola di pittura, scultura e architettura di Mosca. Fra i suoi insegnanti c'erano Konstantin Korovin e Valentin Serov.
Nel 1909, fu espulso dalla scuola per il suo pensiero artistico libero. Viaggiò molto durante il suo periodo di studi, visitando numerosi Paesi dell'Europa occidentale, la Turchia e l'Egitto. Fu membro dell'associazione "Mir iskusstva".

## Opere

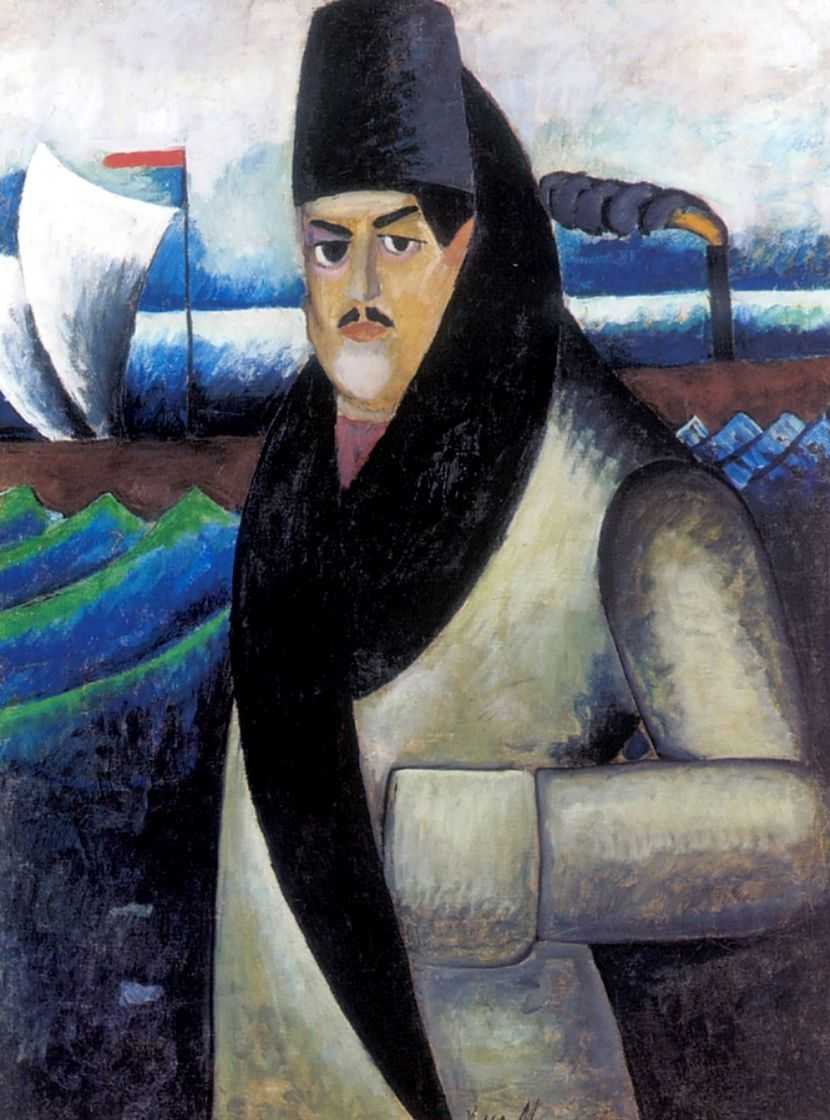
Autoritratto, 1911
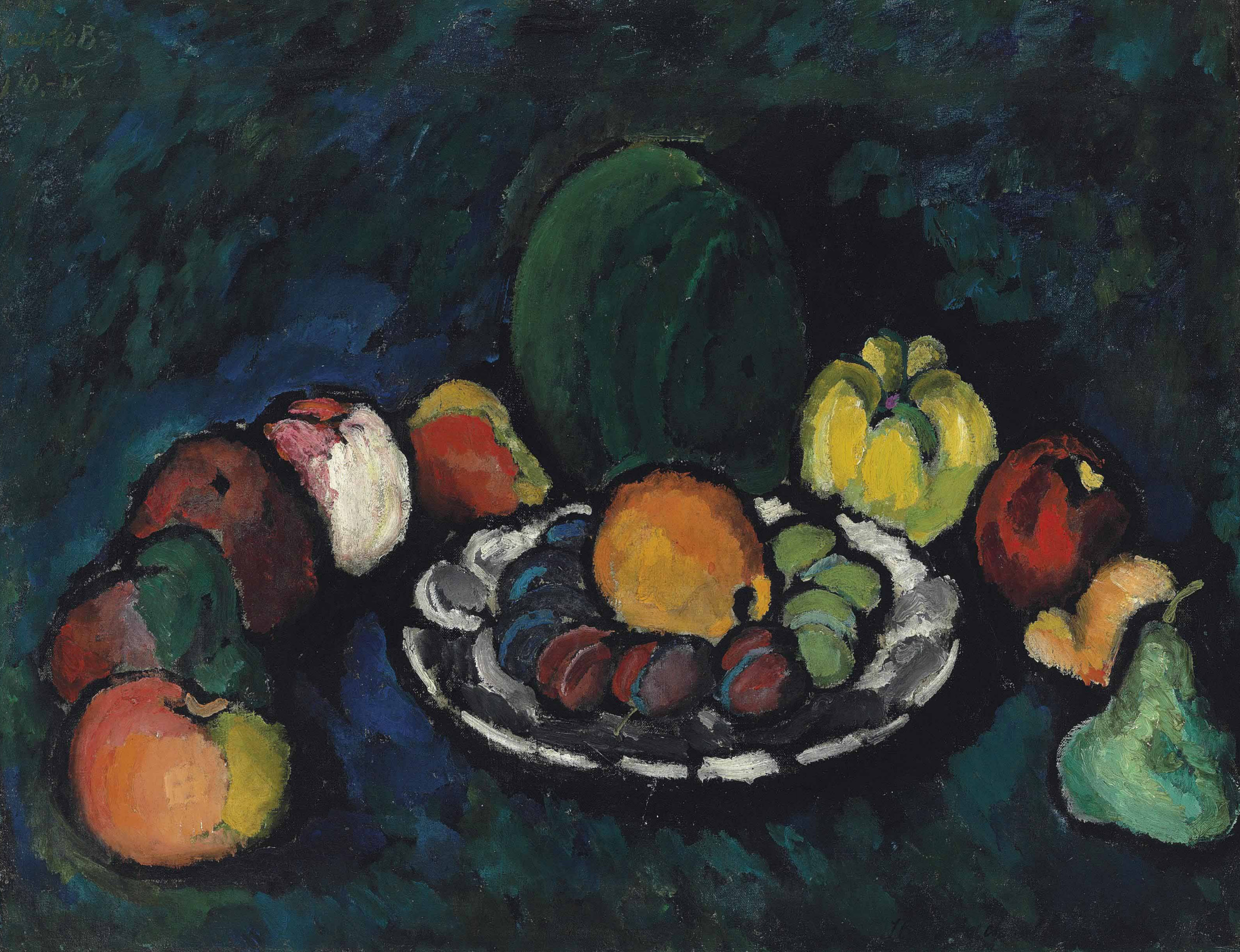
Natura morta con frutta,1910
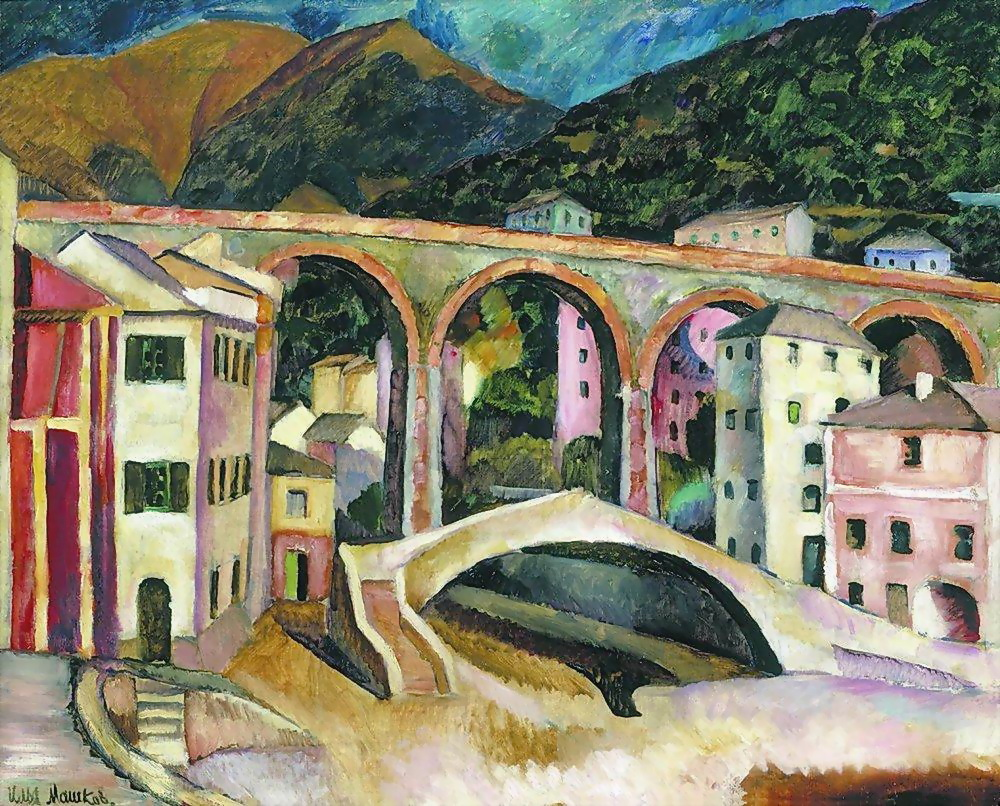
Italia, Nervi, paesaggio con acquedotto, 1913
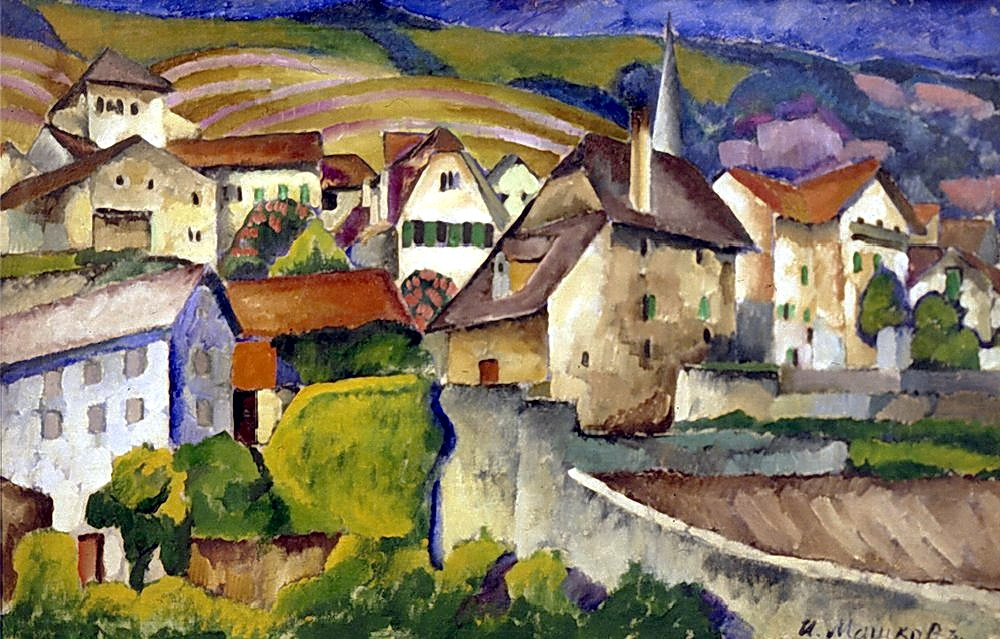
Città in Svizzera, 1914
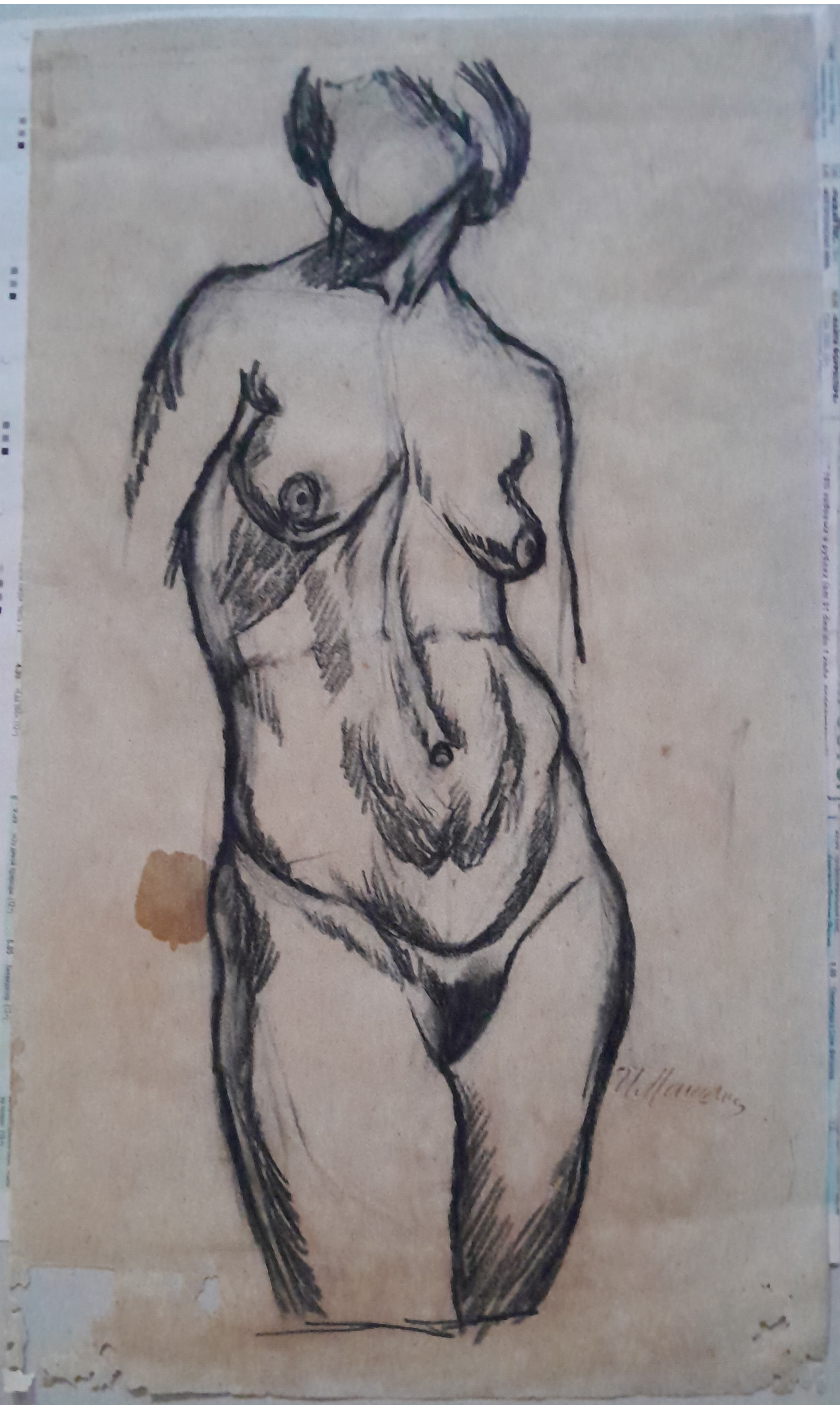
Nudo in piedi, 1911
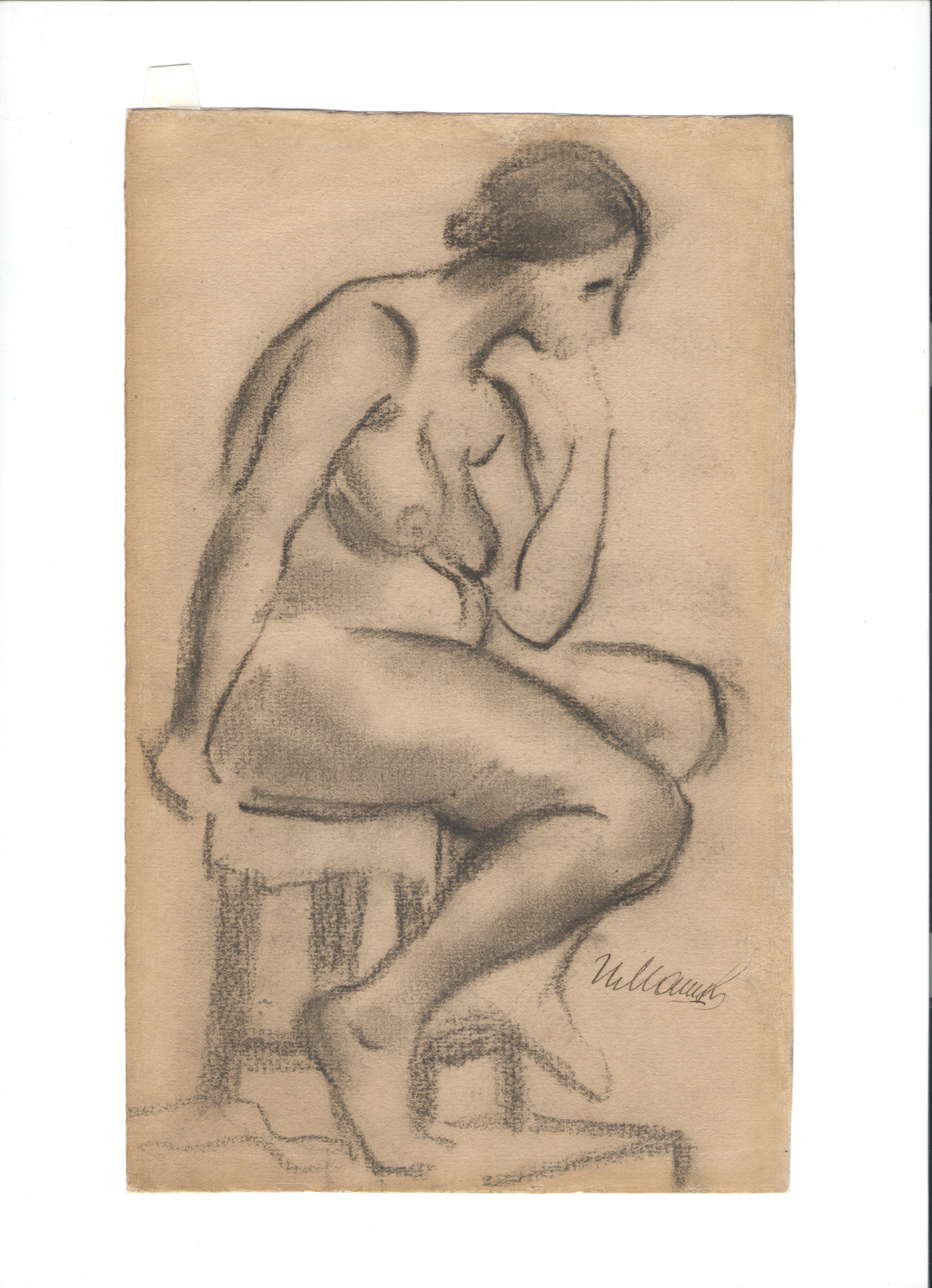
Nudo su uno sgabello nella posa di Rodin, 1913
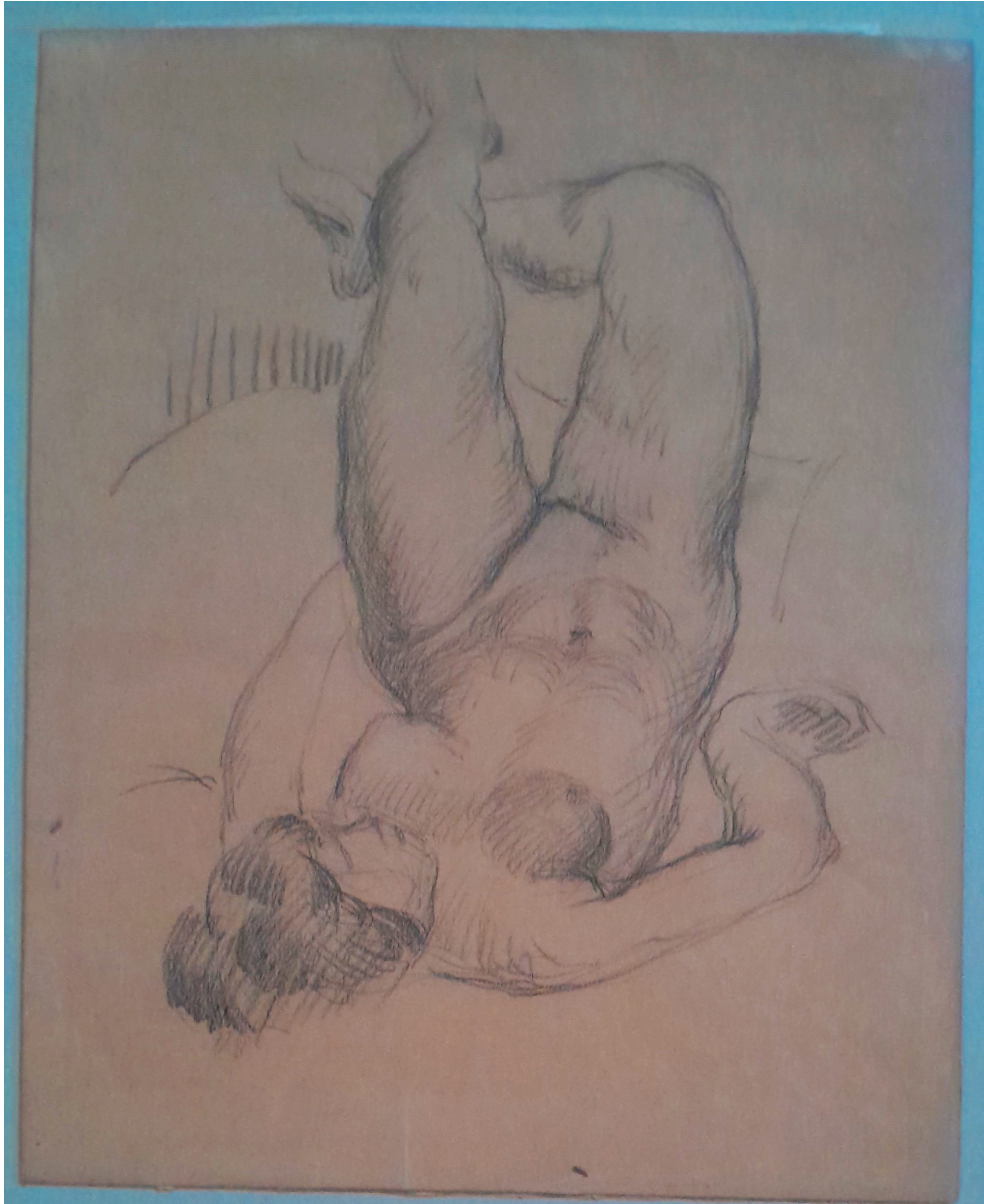
Nudo sdraiato sulla schiena, 1916